# Lajos Aulich
Lajos Aulich (Pozsony, 15 maggio 1792 – Arad, 6 ottobre 1849) è stato un patriota ungherese.
Colonnello imperiale, aderì nel 1848 alla rivoluzione ungherese e divenne generale. Dopo le dimissioni del patriota e politico Artúr Görgey, divenne ministro della guerra e firmò la pace. Fu impiccato a tradimento ad Arad con altri 12 patrioti (Martiri d'Arad).